# Synema annulipes
Synema annulipes là một loài nhện trong họ Thomisidae.
Loài này thuộc chi Synema. Synema annulipes được Maria Dahl miêu tả năm 1907.